# جورج كلارك (لاعب كريكت)
جورج كلارك (10 أبريل 1869 بنورثامبتون في المملكة المتحدة - 26 أغسطس 1955) (بالإنجليزية: George Clarke)‏ هو لاعب كريكت بريطاني وبريطاني (وحمل سابقاً جنسية المملكة المتحدة لبريطانيا العظمى وأيرلندا). لعب مع نادي مقاطعة نورثامبتونشير للكريكت ‏.

## وصلات خارجية
- جورج كلارك على موقع إي آس بي آن كريك إنفو (الإنجليزية)